# Francis Lorenzo
Francisco Javier Lorenzo Torres, plus connu sous le nom de Francis Lorenzo, né à Pontevedra le 24 septembre 1960, est un acteur espagnol.

## Biographie
Fils d'un couple d'enseignants, Francis Lorenzo a suivi une formation de professeur des écoles et a ensuite obtenu un diplôme en psychologie. À la fin de ses études universitaires, il s'est formé au Centro Dramático Gallego et au Teatro de la Zarzuela. Il commence sa carrière par le théâtre classique.
C'est un acteur à la carrière cinématographique bien remplie. Il a travaillé sous les ordres de réalisateurs tels que José Luis Cuerda, Vicente Aranda, Agustín Díaz Yanes, Icíar Bollaín et Jaime Chávarri.
Il a également travaillé à la télévision, où il a joué des rôles réguliers dans des séries à succès telles que Canguros, Médico de familia, Compañeros et Mes adorables voisins. Il a également tenté sa chance en tant que présentateur, quittant Médico de familia en plein succès pour animer l'émission de fin de soirée Efecto F, avec laquelle il n'a pas réussi à obtenir les mêmes résultats.
Son dernier film est Tiovivo c. 1950, réalisé par José Luis Garci.
En 2009, il revient à la télévision avec la série à succès L'aigle rouge et en 2014, il participe à Códice, une mini-série pour TVG basée sur l'histoire du vol du Codex Calixtinus.

## Filmographie

### Longs métrages
- Les Choses de l'amour (1989), de Jaime Chávarri.
- Terranova (1990) (TV), de Ferrán Llagostera.
- Un paraguas para tres (1992), de Felipe Vega. Il joue le rôle de César "O americano".
- Huídos (1993), de Sancho Gracia.
- Tocando fondo (1993), de José Luis Cuerda. Il joue le rôle de Luis Enrique.
- Tirano Banderas (1993), de José Luis García Sánchez.
- El detective y la muerte (1994), de Gonzalo Suárez. Il joue le rôle de Don Luis.
- Cómo ser infeliz y disfrutarlo (1994), de Enrique Urbizu. Il joue le rôle de Diego.
- La pasión turca (1994), de Vicente Aranda. Il joue le rôle de Marcelo.
- Personne ne parlera de nous quand nous serons mortes (1995), de Agustín Díaz Yanes. Il joue le rôle de Home.
- Mar de luna (1995), de Manolo Matji.
- El rey del río (1995), de Manuel Gutiérrez Aragón. Il joue le rôle de Marco.
- El seductor (1995), de José Luis García Sánchez. Il joue le rôle de Manolo.
- Antártida (1995), de Manuel Huerga. Il joue le rôle d'Inspector.
- Sabor latino (1996), de Pedro Carvajal. Il joue le rôle de Marcos.
- Corsarios del chip (1996), de Rafael Alcázar. Il joue le rôle de De la Torre.
- Gran Slalom (1996), de Jaime Chávarri. Il joue le rôle de Gálvez.
- Black (1998), de Héctor Barca. Il joue le rôle de Roger Spivey.
- El florido pensil (2002), de Juan José Porto. Il joue le rôle de Roberto Alcázar.
- L'Année du déluge (2004), de Jaime Chávarri. Il joue le rôle de Moisés.
- Tiovivo c. 1950 (2004), de José Luis Garci. Il joue le rôle de Paco.

### Courts métrages
- Un café de ollos verdes (1992), d'Antonio F. Simon. Il joue le rôle d'Antxón.
- Los amigos del muerto (1993), de Icíar Bollaín. Il joue le rôle d'un ami.
- Spectacle de sitcom (1996), d'Ángel de la Cruz.

### Séries de télévision
- ¡Por fin solos! . Il joue le rôle de Teddy. Antena 3.
- Canguros. Il joue le rôle de Fermin Antena 3.
- Médico de familia (1995 - 1996). Telecinco.
- Compañeros (1998 - 2002). Il joue le rôle d'Alfredo Toran. Antena 3.
- Mes adorables voisins (2004 - 2006). Il joue le rôle d'Ernesto Sandoval. Antena 3.
- L'Aigle rouge (2009). Il joue le rôle de commissaire. La 1.
- El ángel de Budapest (2011). Il joue le rôle d'Ángel Sanz Briz. La 1.
- Códice (2014). Il joue le rôle du commissaire Dávila. Télévision de Galice
- Hospital Real (2015). Il joue le rôle de Leopoldo Álvarez de Castro, duc de Bastavales. Télévision de Galice.